# 베아트릭스 (네덜란드)
베아트릭스 빌헬미나 아름하르트(Beatrix Wilhelmina Armgard, 1938년 1월 31일 ~ )는 네덜란드의 상왕이다.

## 생애
베아트릭스는 1938년 수스트데이크 궁전에서 율리아나 여왕과 부군 베른하르트 공 사이에서의 장녀로 태어났다. 1940년, 제2차 세계 대전이 일어나 독일군이 네덜란드를 점령하자 부모와 함께 캐나다 오타와에 피신했다가 1945년 종전과 함께 본국으로 돌아왔다.
1948년, 할머니 빌헬미나의 뒤를 이어 어머니가 여왕에 즉위하자 왕위상속녀가 되었다. 18세가 되던 해인 1956년, 추밀원의 일원이 되었으며 레이던 대학에서 사회학, 경제학, 법학 등을 공부하였다. 1966년 3월 10일 12살 연상의 독일 외교관 클라우스 폰 암스베르크와 결혼식을 올렸다. 그러나 독일 태생인 클라우스가 나치 소년단에 가입한 적이 있었다는 이유로 전국민적인 심한 반발과 지탄을 받았다. 1967년 오라녜 왕가로는 1세기 만의 상속남인 빌럼알렉산더르 왕자를 낳아 적게나마 왕실을 향한 국민들의 적대심을 희석시켰으며 1980년 4월 30일 어머니 율리아나 여왕이 물러나자 여왕에 즉위하였다.
2002년 남편 클라우스를 잃고 2004년 어머니 율리아나와 아버지 베른하르트를 연이어 잃는 등 개인적인 슬픔을 겪었다. 슬하에 현재 국왕인 빌럼알렉산더르, 오라녜나사우 공자 프리소, 네덜란드 왕자 콘스탄테인 등 세 명의 아들을 낳았으며 그 밑으로 장차 여왕이 될 손녀 오라녜 여공 카타리나아말리아를 포함한 8명의 손주가 있다.
2013년 1월 28일 베아트릭스는 4월말에 왕위에서 물러나겠다고 밝혔으며, 4월 30일 퇴위한 이후로는 여왕이 아니라 여공(princess)의 칭호를 사용하게 되었다.

## 작위
네덜란드의 여왕인 베아트릭스는 재위 당시 네덜란드 작위 이외에도 그녀의 선조가 신성로마제국의 일부 영방 국가들과 과거에 벨기에, 룩셈부르크를 다스렸기에 그 곳들의 작위를 가지고 있으며, 프랑스의 작위도 일부 가지고 있었다.
- 휘어르와 블리싱겐의 후작.
- 뷰렌, 쿨렘뷔르흐, 레르담과 비앙뎅의 백작.
- 안트베르펀 자작.
- 브레다, 클라른동크, 코우크, 에인트호번, 그레이브, 알셀스타인, 리스빌, 디스트, 에르스탈, 워너턴, 바일슈타인, 아를레와 노저블의 남작.
- 아멜란트 제후.
- 바른, 보큘러, 브레더보르트, 다스뷔르흐, 헤르트라위덴베르흐, 호흐엔라흐잘르, 클룬더트, 리히텐보르드, 테이로, Naaldwijk, Niervaart, 폴라넨, Steenbergen, Sint Maartensdijk, Soest, Ter Eem, 빌렘스타트, 제벤버겐, Bütgenbach, Sankt Vith and Turnhout , 브장송과 몽포르의 영주.

이 이외에도 태어나면서 어머니 율리아나로부터 받은 네덜란드의 공주, 오라녜나사우 공녀와 아버지 리페비스터펠트의 베른하르트로부터 받은 리페비터스펠트 공녀의 작위를 가지고 있다.